# ولاخوویتسه (ناحیه ژدار ناد سازاوو)
ولاخوویتسه (به چکی: Vlachovice) یک منطقهٔ مسکونی در جمهوری چک است که در ناحیه ژدار ناد سازاووو واقع شده‌است. ولاخوویتسه ۳٫۶۲ کیلومتر مربع مساحت و ۱۲۳ نفر جمعیت دارد و ۷۵۴ متر بالاتر از سطح دریا واقع شده‌است.